# 梅勒鲁瓦
梅勒鲁瓦（法語：Melleroy，法語發音：[mɛlʁwa]）是法国卢瓦雷省的一个市镇，属于蒙塔日区。

## 地理
梅勒鲁瓦（47°53'41"N, 2°57'8"E）面积24.23 平方千米，位于法国中央-卢瓦尔河谷大区卢瓦雷省，该省份为法国中北部省份，北起埃松省，西北接厄尔-卢瓦省，西南接卢瓦-谢尔省，南至涅夫勒省和谢尔省，东临约讷省，东北接塞纳-马恩省。
与梅勒鲁瓦接壤的市镇（或旧市镇、城区）包括：勒纳尔堡、阿韦龙河畔拉沙佩勒、阿韦龙河畔圣莫里斯、特里盖尔、沙尔尼奥雷德皮赛。

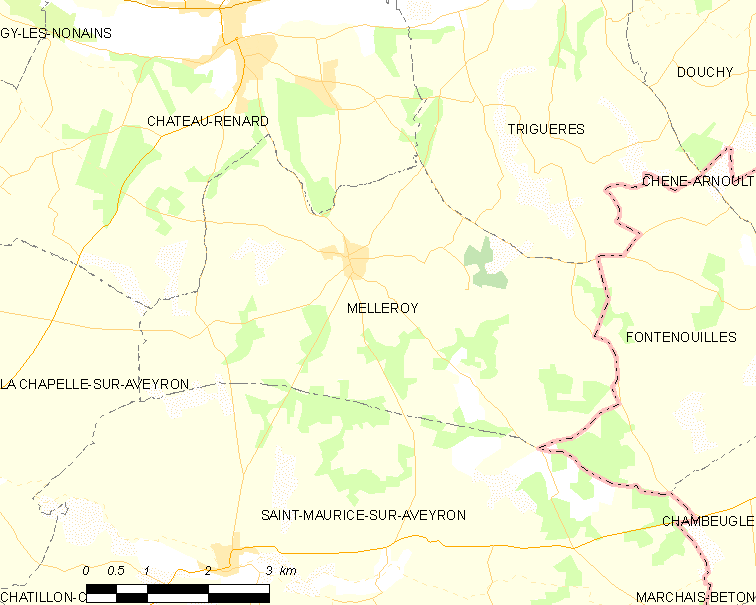
梅勒鲁瓦的OSM定位图

梅勒鲁瓦的时区为UTC+01:00、UTC+02:00（夏令时）。

## 行政
梅勒鲁瓦的邮政编码为45220，INSEE市镇编码为45199。

## 政治
梅勒鲁瓦所属的省级选区为库特奈县。

## 人口

1962-2008年间梅勒鲁瓦人口变化图示

梅勒鲁瓦于2022年1月1日时的人口数量为507人。